# دوغلاس س. والاس
دوغلاس س. والاس (بالإنجليزية: Douglas C. Wallace)‏ هو عالم وراثة أمريكي، ولد في 6 نوفمبر 1946 في كمبرلاند في الولايات المتحدة.